# Jean Lowry Rankin
Jean Gillfillen Lowry Rankin (* 1. Dezember 1795 in Jonesborough, Tennessee; † 28. Dezember 1878 in Lyndon, Kansas) war gemeinsam mit ihrem Mann John Rankin Abolitionistin und Fluchthelferin im Untergrundnetzwerk Underground Railroad in Ohio.

## Leben
Jean Gillfillen Lowry wurde 1795 in Jonesborough geboren, ihr Großvater war Samuel Doak, ein presbyterianischer Geistlicher, calvinistischer Erzieher und ehemaliger Sklavenhalter, der sich früh für die Abschaffung der Sklaverei einsetzte und seine Sklaven frei ließ. Zu seinen Schülern gehörte auch John Rankin, der von Doak die Einstellung zur Sklaverei übernahm und gleichzeitig bei ihm Griechisch, Latein, Theologie, Geschichte und Komposition studierte. Rankin arbeitete später als presbyterianischer Geistlicher. Am 2. Januar 1816 heirateten Lowry und Rankin, die gemeinsam dreizehn Kinder, neun Söhne und vier Töchter hatten. Eine ihrer Enkeltöchter war die Bildhauerin Ellen Rankin Copp.
Die Rankins zogen von Tennessee zunächst nach Kentucky, dann, im Jahr 1822 nach Ripley, Ohio. Dort war Rankin die nächsten 45 Jahre Priester der presbyterianischen Gemeinde. Sie bewohnten ein Haus in der Nähe des Flussufers des Ohio River, welches entflohenen Sklaven als Station der Underground Raoilroad diente. Im Jahr 1828 erbauten sie ein neues Haus auf einem Hügel, um eine bessere Aussicht zu haben, da sie inzwischen Ziel von Sklavenjägern waren, die entflohene Sklaven einfangen wollten. Dort konnten sie Lichtsignale zum anderen Ufer des Ohio River senden und die fliehenden Menschen über den Fluss in ein sicheres Haus lotsen. John und Jean Rankin unterstützten gemeinsam mit ihren Kindern etwa 2000 Sklaven auf ihrer Flucht nach Kanada. Ihr Haus steht unter Denkmalschutz und dient heute als Museum.
Die Figur der Eliza im Roman Uncle Tom’s Cabin (deutsch Onkel Toms Hütte) (1852) der Presbyterianerin Harriet Beecher Stowe basiert auf der Geschichte der Flucht der Sklavin Eliza, der die Rankins auf ihrer Flucht in den Norden halfen.